# L'Algorfa
L'Algorfa és una serra situada al municipi d'Arbolí a la comarca del Baix Camp, amb una elevació màxima de 782 metres.